# Bodianus neopercularis
Bodianus neopercularis là một loài cá biển thuộc chi Bodianus trong họ Cá bàng chài. Loài này được mô tả lần đầu tiên vào năm 2006.

## Từ nguyên
Tiền tố ne trong từ định danh của loài trong tiếng Latinh có nghĩa là "không", hàm ý khẳng định rằng loài cá này tuy giống với Bodianus opercularis nhưng hoàn toàn là một loài riêng biệt.

## Phạm vi phân bố và môi trường sống
B. neopercularis hiện chỉ được biết đến tại đảo san hô Kwajalein thuộc quần đảo Marshall, nhưng nhiều khả năng phạm vi của chúng rộng rãi hơn hiện tại. Ghi nhận tại Palau và Liên bang Micronesia là do xác định nhầm với B. opercularis.
B. neopercularis được quan sát và thu thập ở độ sâu khoảng 50 m.

## Mô tả
B. neopercularis có chiều dài cơ thể tối đa được ghi nhận là 9,7 cm. Cá trưởng thành có màu đỏ với các đường sọc ngang màu vàng nhạt (gần như trắng) rất mảnh. Vây lưng và vây hậu môn có sọc trắng ở gốc vây. Vây bụng màu trắng, có đốm đỏ lớn ở gốc vây. Vây đuôi và vây ngực trong suốt; đuôi phớt đỏ. Nắp mang có đốm đen nhỏ.
Số gai ở vây lưng: 12; Số tia vây ở vây lưng: 10; Số gai ở vây hậu môn: 3; Số tia vây ở vây hậu môn: 12; Số tia vây ở vây ngực: 15.

### Trích dẫn
- Martin F. Gomon (2006). "A revision of the labrid fish genus Bodianus with descriptions of eight new species" (PDF). Records of the Australian Museum, Supplement. Quyển 30. tr. 1–133. ISSN 0812-7387.